# Sunset Boulevard (phim)
Sunset Boulevard (Đại lộ Hoàng hôn) là một bộ phim Mỹ của đạo diễn Billy Wilder công chiếu lần đầu năm 1950. Tên của phim được đặt theo đại lộ chính chạy dọc qua Los Angeles và Beverly Hills, California.
Hai diễn viên chính của Sunset Boulevard gồm William Holden trong vai nhà biên kịch luôn gặp may mắn tên Joe Gillis và Gloria Swanson trong vai Norma Desmond, một ngôi sao phim câm hết thời, người đã cuốn Gillis vào thế giới ảo tưởng của bà trong đó Desmond luôn mơ tới ngày quay trở lại màn bạc. Erich von Stroheim, Nancy Olson, Fred Clark, Lloyd Gough và Jack Webb đảm nhận các vai phụ trong phim, ngoài ra phim còn có các vai khách mời như đạo diễn Cecil B. DeMille, nhà báo Hedda Hopper cùng một số nhân vật nổi tiếng khác của thời kì phim câm như Buster Keaton, H. B. Warner và Anna Q. Nilsson.
Sau khi công chiếu, Sunset Boulevard đã nhận được đánh giá rất cao từ giới phê bình, bộ phim được đề cử tới 11 giải Oscar nhưng chỉ giành chiến thắng ở ba hạng mục và thất bại ở một số hạng mục quan trọng trước All About Eve, một bộ phim xuất sắc khác ra đời cùng năm. Đến nay Sunset Boulevard vẫn được coi là một trong những tác phẩm kinh điển và đáng nhớ nhất của Hollywood. Bộ phim đã được Thư viện Quốc hội Mỹ chọn vào nhóm tác phẩm đầu tiên được đưa vào Viện lưu trữ phim quốc gia, trong hai cuộc bình chọn 100 phim hay nhất của Viện phim Mỹ, Sunset Boulevard đều giữ vị trí cao, thứ 12 năm 1998 và thứ 16 năm 2007.

## Bối cảnh
Sunset Boulevard vốn là một đại lộ gắn liền với lịch sử của Hollywood, trên đại lộ này hãng phim đầu tiên của thành phố đã được thành lập vào năm 1911. Ban đầu những người làm phim trong khu vực có cuộc sống khá giản dị, nhưng lợi nhuận nhảy vọt của các bộ phim vào thập niên 1920 đã giúp họ có mức lương rất cao và khu vực Sunset Boulevard dần trở thành một khu phố sáng trọng với nhiều tòa biệt thự xa hoa liên tục được xây dựng. Các ngôi sao điện ảnh sống ở đây luôn là tâm điểm chú ý của các tờ báo và tạp chí. Ngay từ thời trẻ, đạo diễn Billy Wilder đã rất quan tâm tới văn hóa Mỹ, đặc biệt là các tác phẩm điện ảnh và tới thập niên 1940 sau khi nhập cư ở đất nước này, ông đã tới sống tại Los Angeles. Ở đây ông phát hiện rằng nhiều ngôi sao phim câm vẫn đang sống trong những tòa biệt thự của họ tuy rằng danh tiếng và những bộ phim mới đã rời xa họ từ lâu. Đạo diễn bắt đầu hình thành ý tưởng về câu chuyện của những ngôi sao hết thời, cách họ sử dụng thời gian và những gì họ suy nghĩ trong hiện tại khi mà vinh quang đã đi qua.

## Nhân vật

### Bản phân vai
| Diễn viên          | Nhân vật          |
| ------------------ | ----------------- |
| William Holden     | Joe Gillis        |
| Gloria Swanson     | Norma Desmond     |
| Erich von Stroheim | Max von Mayerling |
| Nancy Olson        | Betty Schaefer    |
| Fred Clark         | Sheldrake         |
| Lloyd Gough        | Marino            |
| Jack Webb          | Artie Green       |
| Franklyn Farnum    | Undertaker        |
| Cecil B. DeMille   | Vai bản thân      |
| Hedda Hopper       | Vai bản thân      |
| Buster Keaton      | Vai bản thân      |
| Anna Q. Nilsson    | Vai bản thân      |
| H. B. Warner       | Vai bản thân      |
| Ray Evans          | Vai bản thân      |
| Jay Livingston     | Vai bản thân      |

### Diễn viên

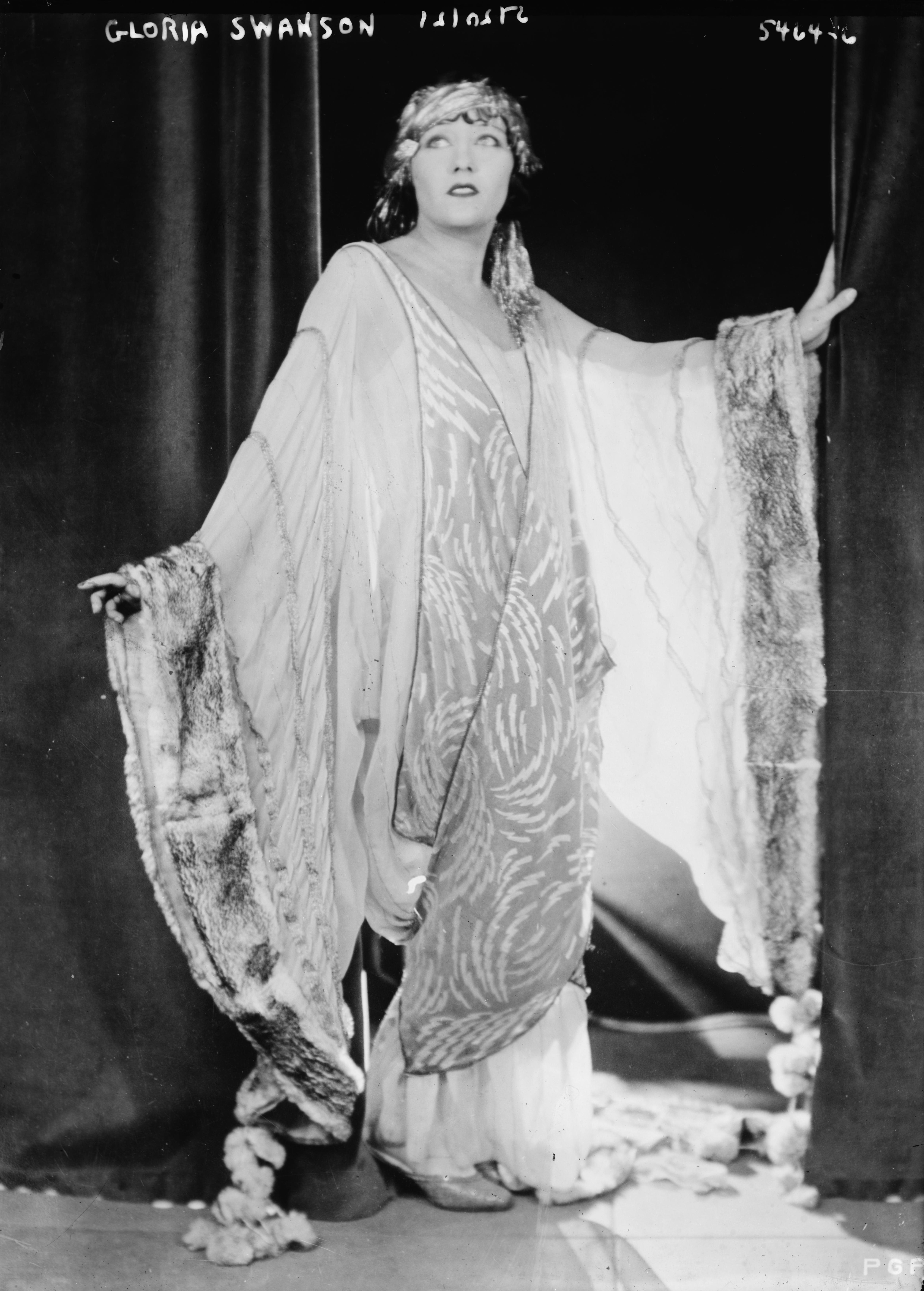
Gloria Swanson thời còn là ngôi sao của những bộ phim câm.

Theo Brackett, ông và Wilder chỉ nhắm duy nhất nữ diễn viên Gloria Swanson cho vai ngôi sao hết thời Norma Desmond. Tuy nhiên theo Wilder thì ban đầu ông muốn Mae West và Marlon Brando cho các vai chính nhưng chưa từng đưa ra lời đề nghị chính thức cho các diễn viên này. Sau đó ông đã liên hệ với Pola Negri, một ngôi sao khác của kỉ nguyên phim câm, nhưng rồi lại không hài lòng vì chất giọng đậm ngữ điệu Ba Lan của bà. Các nhà sản xuất cũng hỏi ý kiến của Norma Shearer xem bà có muốn vào vai Norma Desmond không và Shearer đã từ chối vì không thích nhân vật này và cũng vì bà đã ngừng đóng phim từ lâu, nếu Shearer đồng ý, người ta dự định sẽ mời Fred MacMurray vào vai Joe Gillis. Ngôi sao phim câm tiếp theo được tiếp cận cho vai diễn là Greta Garbo nhưng một lần nữa vai Norma Desmond bị từ chối thẳng thừng. Wilder và Brackett sau đó gặp Mary Pickford nhưng trước khi bàn thảo kịch bản với bà thì Wilder nhận ra rằng việc mời Pickford vào vai phụ nữ có quan hệ tình ái với một người chỉ bằng nửa tuổi bà sẽ là sự xúc phạm, vì vậy cả hai đã rút lui. Người dự định được mời đóng cặp với Mary Pickford là Montgomery Clift.
Theo Wilder, ông đã tham khảo ý kiến của đạo diễn George Cukor và được giới thiệu Gloria Swanson, một trong những nữ diễn viên nổi tiếng nhất của thời đại phim câm, người được biết tới vì cả vẻ đẹp, tài năng và lối sống xa hoa. Ở đỉnh cao của sự nghiệp vào khoảng năm 1925, mỗi tuần Swanson nhận được chừng 10.000 thư hâm mộ, bà cũng từng sống ở Sunset Boulevard trong một biệt thự rộng lớn từ năm 1920 đến đầu thập niên 1930. Gloria Swanson còn giống nhân vật Norma Desmond ở chỗ bà hầu như không thể thích ứng với thời đại phim nói và phải kết thúc sự nghiệp điện ảnh vào đầu thập niên 1930 để chuyển tới thành phố New York tham gia lĩnh vực truyền thanh và truyền hình. Mặc dù không tìm kiếm một sự trở lại trong làng điện ảnh, bà cũng rất quan tâm tới vai diễn mà Wilder đề nghị.
Cũng giống như nhân vật của mình, Swanson không hào hứng với việc thử vai, bà nó: "Tôi đã tham gia 20 phim của Paramount. Tại sao họ còn muốn tôi phải thử vai?". Trong hồi ký của mình, Swanson nhớ lại rằng bà đã hỏi ý kiến của Cukor xem có nên từ chối việc thử vai không và nhận được câu trả lời rằng Norma Desmond sẽ là vai diễn khiến bà được nhớ tới: "Nếu họ bắt bà thử vai mười lần, vậy thì hãy diễn mười lần, nếu không tôi sẽ đích thân bắn bà". Sự nhiệt tình của Cukor đã thuyết phục được Gloria Swanson và cuối cùng thì bà đã được nhận vai diễn này với thù lao 50.000 đô la Mỹ. Năm 1975 trong một cuộc phỏng vấn, Wilder cũng nhận xét rằng bản thân Swanson cũng đã có rất nhiều điểm của Norma Desmond.
Montgomery Clift được ký hợp đồng cho vai Joe Gillis với thù lao 5.000 đô la Mỹ một tuần cho mười hai tuần, tuy nhiên ngay trước khi phim khởi quay thì Clift rút khỏi dự án với lý do nhân vật này rất giống với vai mà ông đã đóng trong The Heiress, một vai diễn mà Clift không cảm thấy vừa ý. Quyết định bất ngờ của Clift đã khiến đạo diễn Wilder hết sức tức giận, có thông tin cho rằng lý do thật sự khiến Clift từ bỏ vai diễn là vì trong thời điểm đó diễn viên này cũng đang có quan hệ tình ái với một phụ nữ lớn hơn nhiều tuổi là ca sĩ Libby Holman. Bắt buộc phải lựa chọn một ngôi sao của Paramount cho vai Joe Gillis, Wilder và Brackett đã mời William Holden, diễn viên có vai diễn đầu tay ấn tượng trong Golden Boy vào năm 1939 trước khi tham gia Chiến tranh thế giới thứ hai và trở lại bằng những vai diễn không thực sự thành công. Holden cảm thấy hứng thú với kịch bản và rất muốn nhận vai Joe Gillis mặc dù thù lao của ông kém Clift tới 39.000 đô la Mỹ.
Erich von Stroheim, một đạo diễn nổi tiếng trong thập niên 1920 và từng là đạo diễn của Swanson, đã được chọn vào vai Max, quản gia và là người bảo trợ của Norma Desmond. Với vai Betty Schaefer, Wilder muốn một gương mặt mới, người có thể tạo nên một hình ảnh đối lập với Norma Desmond, nữ diễn viên được chọn là Nancy Olson, người vừa được DeMille chọn vào vai Delilah cho bộ phim Samson and Delilah.

## Liên hệ với hiện thực
Để mô tả thế giới ảo vọng của Hollywood, Wilder đã sử dụng nhiều chi tiết có liên hệ đến thực tế của Hollywood và lịch sử ngành công nghiệp này. Người ta tin rằng cái tên Norma Desmond được lấy cảm hứng từ diễn viên, đạo diễn William Desmond Taylor, người bị giết hại vào năm 1922, và người bạn cũng như cộng sự thân thiết của ông là Mabel Normand. Bản thân diễn viên Gloria Swanson cũng là một đại diện cho quá khứ của Hollywood, bộ sưu tập ảnh chân dung của bà đã được dùng cho bối cảnh của phim.
Trong Sunset Boulevard, nhiều nhân vật có thực của Hollywood đã được nhắc tới như Darryl F. Zanuck, D. W. Griffith, Rudolph Valentino, Douglas Fairbanks, John Gilbert, Tyrone Power, Alan Ladd, William Demarest, Adolphe Menjou, Rod La Rocque, Vilma Bánky, Mabel Normand, Bebe Daniels, Marie Prevost, Betty Hutton, Pearl White, Barbara Stanwyck, người ta còn thấy xuất hiện vụ án mạng Black Dahlia và bộ phim Cuốn theo chiều gió. Cá nhân Norma Desmond cũng bày tỏ sự ngưỡng mộ với Greta Garbo và có một cảnh phim đóng giả "Bathing Beauty" của Mack Sennett, một sự liên hệ tới những bộ phim thời đầu của chính Swanson, Norma còn bắt chước cả diễn xuất của Charlie Chaplin, người mà Swanson từng diễn chung trong Masquerade (1924).
Wilder còn liên hệ bộ phim với lịch sử Hollywood thông qua dàn diễn viên của ông. Erich von Stroheim từng là một đạo diễn nổi tiếng của kỉ nguyên phim câm trong đó bộ phim Queen Kelly (1929) của ông cũng xuất hiện thoáng qua trên Sunset Boulevard. Cecil B. De Mille, người thường được coi là đã đưa Gloria Swanson lên vị thế của một ngôi sao, đã vào vai chính mình đang tuyển diễn viên cho Samson and Delilah, bộ phim mà thực tế ông đang quay tạiParamount Studios. Trong phim ông gọi Norma là "young fella" ("cô bạn trẻ"), một biệt danh trước đó DeMille từng đặt cho Swanson. Những người bạn chơi bài của Norma trong phim đều là những ngôi sao có thực của kỉ nguyên phim câm và là bạn đồng thời của bà gồm Buster Keaton, Anna Q. Nilsson và H. B. Warner. Hedda Hopper cũng tham gia phim trong vai bản thân ở cảnh cuối khi bà đọc tin về sự sụp đổ của Norma Desmond.
Bối cảnh của phim cũng được đạo diễn tận dụng để đề cập tới những liên hệ với Hollywood. Căn phòng của Joe Gillis tại khu nhà Alto-Nido nằm ở ngay trung tâm của Hollywood và thường là nơi tập trung của các biên kịch trẻ gặp khó khăn. Cảnh nói chuyện của Gillis và Betty Schaefer được quay ngay ở khu sân sau của Paramount còn cảnh bên trong Schwab's Drug Store cũng được quay tại chính địa điểm này. Tuy nhiên phần ngoại cảnh ngôi biệt thự của Norma Desmond được quay tại một căn nhà cổ trên đại lộ Wilshire, được xây trong thập niên 1920, biệt thự này từ năm 1949 là tài sản của vợ cũ J. Paul Getty. Trước khi bị phá hủy ngôi biệt thự này còn xuất hiện trong Rebel Without a Cause.

## Đánh giá

### Nhận xét
Lo lắng trước buổi chiếu chính ở Hollywood, Wilder và Brackett đã đưa Sunset Boulevard tới Evanston, Illinois để chiếu duyệt. Phiên bản đầu tiên của phim được mở đầu bằng cảnh bên trong một nhà xác với các xác chết thảo luận lý do họ có mặt tại đây. Joe Gillis là một trong số đó và anh bắt đầu kể về vụ giết hại mình. Khán giả đã cười khi cảnh này và họ có vẻ không rõ sẽ được xem một phim hài hay phim chính kịch. Sau khi khán giả trong một buổi chiếu duyệt thứ hai cũng phản ứng tương tự, phim đã được biên tập lại cảnh mở màn và được đón nhận tốt trong buổi chiếu ở Poughkeepsie, New York.
Tại Hollywood, hãng Paramount đã sắp xếp một buổi chiếu riêng cho Sunset Boulevard với khán giả là những người đứng đầu các hãng phim và một số khách mời đặc biệt khác. Sau khi xem xong bộ phim, ngôi sao điện ảnh Barbara Stanwyck đã nghiêng mình và hôn vào viền váy của Gloria Swanson. Về sau Swanson nhớ lại rằng khi bà muốn tìm Mary Pickford trong số khán giả, người ta đã nói lại: "Bà ấy không thể xuất hiện, Gloria. Bà ấy quá xúc động. Tất cả chúng tôi đều như vậy". Louis B. Mayer, đồng sáng lập hãng Metro-Goldwyn-Mayer đã mắng Wilder ngay trước đám đông: "Anh đã làm ô nhục ngành công nghiệp đã nuôi sống và tạo nên chính anh. Anh phải bị trừng phạt và nên rời khỏi Hollywood". Một diễn viên cùng thời với Swanson thì cảm thấy bị khó chịu vì bộ phim, bà cho rằng thế hệ của bà không ai điên tới mức vậy.
Sunset Boulevard được giới phê bình điện ảnh đánh giá cao. Tờ Time mô tả rằng đây là câu chuyện về "Những gì tồi tệ nhất của Hollywood được kể bằng những thứ tuyệt vời nhất của Hollywood" còn tờ Boxoffice Review thì nhận xét bộ phim này sẽ làm người xem bị mê hoặc. James Agee trên tờ Sight and Sound cũng đánh giá cao bộ phim, đặc biệt là sự hợp tác giữa Wilder và Brackett. Diễn xuất của Gloria Swanson được các tờ Good Housekeeping và Look Magazine đánh giá là xuất sắc. Bài phê bình trên tờ The Hollywood Reporter thậm chí còn dự đoán bộ phim sẽ có giá trị trường tồn còn tạp chí Commonweal nhận xét rằng trong tương lai Thư viện Quốc hội Mỹ sẽ vui mừng vì có trong kho lưu trữ của họ một phiên bản của Sunset Boulevard."
Trong số đánh giá tiêu cực hiếm hoi về bộ phim có bài phê bình trên tờ The New Yorker, bài báo cho rằng Sunset Boulevard chỉ có được "mầm giống của một ý tưởng tốt", Thomas M. Pryor trong bài viết cho New York Times thì nhận xét việc sử dụng nhân vật Joe Gillis đã chết làm người dẫn chuyện là một quyết định "không xứng đáng với tư cách của Brackett và Wilder, rất may nó không làm ảnh hưởng tới thành công chung của bộ phim."
Để quảng bá cho phim, Gloria Swanson đã đi tàu dọc nước Mỹ qua 33 thành phố lớn trong vài tháng. Sau bảy tuần công chiếu tại Radio City Music Hall, tạp chí Variety cho biết bộ phim đã thu về khoảng 1.020.000 đô la Mỹ và là một trong những bộ phim thành công nhất về doanh thu tại đây. Tạp chí cũng nhận xét rằng tuy phá kỉ lục về doanh thu ở các thành phố lớn nhưng bộ phim không thành công ở các vùng nông thôn.